# Иван Демјањук
Иван Николајевич Демјањук (укр. Дем'янюк Іван Миколайович; Дубовије Махаринци, 3. април 1920 — Бад Фајлнбах, 17. март 2012) био је Американац украјинског порекла који је служио као Травники и чувар нацистичких логора у логору Собибор, Мајданек и Флосенбирг. Демјањук је постао центар глобалне медијске пажње 1980-их, када му је суђено у Израелу након што је погрешно идентификован као „Иван Грозни“, озлоглашени окрутни чувар у логору за истребљење Треблинка. 1993. пресуда је укинута. Непосредно пре смрти, суђено му је и осуђен је у Немачкој као саучесник у 28.060 убистава која су се догодила током његове службе у Собибору.
Рођен у Совјетској Украјини, Демјањук је преживео Холодомор као дете и регрутовао се у Црвену армију 1940. Борио се у Другом светском рату и заробљен од Немаца у пролеће 1942. Немци су га регрутовали и обучавали у концентрационом логору, који ће даље бити познат као логор смрти Собибор и најмање још два концентрациона логора. После рата оженио се женом коју је упознао у логору за расељена лица у Западној Немачкој, и емигрирао са њом и њиховом ћерком у Сједињене Државе. Настанили су се у Севен Хилсу у Охају, где је радио у фабрици аутомобила и подигао троје деце. Демјањук је постао амерички држављанин 1958. године.
Демјањук је 1977. оптужен да је био Травничанин. На основу сведочења очевидаца преживелих Холокауста у Израелу, погрешно је идентификован као озлоглашени Иван Грозни из Треблинке. Демјањук је 1986. изручен Израелу ради суђења. Демјањук је 1988. осуђен на смрт. Он је остао при својој невиности, тврдећи да се ради о погрешном идентитету. Израелски Врховни суд је 1993. године поништио пресуду на основу нових доказа који су довели сумњу у његов идентитет као Ивана Грозног. Иако су се судије сложиле да постоји довољно доказа који показују да је Демјањук служио у Собибору, Израел је одбио кривично гоњење. У септембру 1993. Демјањуку је дозвољено да се врати у Охајо. Године 1999. амерички тужиоци су поново тражили да депортују Демјањука због тога што је био чувар концентрационог логора, а држављанство му је одузето 2002. године. Немачка је 2009. године затражила његово изручење за више од 27.900 тачака оптужнице за саучесништво у убиству: по једну за сваку особу убијену у Собибору у време када је наводно тамо служио као стражар. Исте године је депортован из САД у Немачку. 2011. године је осуђен на пет година затвора.
Према речима правника Лоренса Дагласа, упркос озбиљним погрешним корацима на том путу, немачка пресуда је довела случај „до достојног и праведног окончања“. Након пресуде, Демјањук је пуштен на слободу до жалбе. Живео је у немачком старачком дому у Бад Фајлнбаху, где је и умро 2012. Пошто је умро пре него што је могла бити донета коначна пресуда по његовој жалби, према немачком закону, Демјањук остаје технички невин. Године 2020. објављен је албум са фотографијама чувара Собибора Јохана Нимана; неки историчари сугеришу да је стражар који се појављује на две фотографије можда био Демјањук.